# Silay (volcan)
Pour l’article homonyme, voir Silay.
Le Silay est un volcan des Philippines situé sur l'île de Negros et culminant à 1 510 mètres d'altitude. La date de sa dernière éruption est inconnue mais il présente une activité fumerollienne avec la présence d'une solfatare.

## Géographie
Le Silay est situé dans le Sud des Philippines, à l'extrémité septentrionale de l'île de Negros. Administrativement, il fait partie de la province de Negros occidental de la région de Visayas occidentales. Il est inclus en totalité dans le parc national de North Negros. Il est entouré par le Mandalagan au sud et par une plaine côtière qui s'étend à l'ouest jusqu'au détroit de Guimaras, au nord jusqu'à la mer de Visayan et à l'est jusqu'au détroit de Tañon.
Le volcan se présente sous la forme d'une montagne fortement érodée composée essentiellement de basalte et d'andésite et mesurant vingt kilomètres à sa base. Ce stratovolcan présente à son sommet une caldeira en forme de fer à cheval de 3,5 kilomètres de diamètre et ouverte en direction du sud. Le rebord oriental de la crête de cette caldeira constitue le point culminant du volcan avec 1 510 mètres d'altitude. La solfatare de Malisbog présente une activité fumerollienne avec d'importants dépôts de soufre. D'un point de vue tectonique, le Silay fait partie de la ceinture volcanique de Negros.

## Histoire
L'histoire éruptive du Silay est inconnue mais il est considéré comme potentiellement actif.